# أنيتا ألفارادو
أنيتا ألفارادو (بالإسبانية: Anita Alvarado)‏ هي سيدة أعمال وممثلة تشيلية، ولدت في 25 ديسمبر 1972 في سانتياغو في تشيلي.

## وصلات خارجية
- أنيتا ألفارادو على موقع IMDb (الإنجليزية)
- أنيتا ألفارادو على موقع قاعدة بيانات الفيلم (الإنجليزية)